# Йохансен, Сёрен
Сёрен Йохансен (англ. Søren Johansen; род. 6 ноября 1939, Торбек, Копенгаген) — датский статистик, эмерит-профессор экономики Копенгагенского университета.
Гимназию окончил в 1958 году; в 1964 году окончил Копенгагенский университет по специальности «математическая статистика» (Cand. stat), в 1974 году удостоен докторской степени (Ph.D.) за диссертацию по теме «Проблема вложения для цепей Маркова».
С 1964 года работал в Институте математической статистики Копенгагенского университета, в 1989—2007 годах в должности профессора. С 2007 года — эмерит-профессор эконометрики экономического факультета Копенгагенского университета.
В 1996—2001 годах работал профессором эконометрики на экономическом факультете Европейского университетского института во Флоренции. С 2007 года — сотрудник Центра исследований в области эконометрического анализа временных рядов (CREATES) Орхусского университета.
Был пощником редактора журналов Annals of Statistics и Annals of Probability в 1974—1981 годах, помощник редактора в 1985—1986 годах, редактор 1986—1990 годах Scandinavian Journal of Statistics, заместитель главного редактора Econometric Theory с 1990 года, заместитель главного редактора Econometrica с 1997 года.
Член Датской королевской академии наук и литературы, почётный член Датского общества теоретической статистики, член Европейской академии, член с 1964 года и феллоу с 1973 года Института математической статистики, избранный член Международного статистического института с 1976 года, фелло Эконометрического общества с 2000 года.
Женат на профессоре экономики Копенгагенского университета Катарине Юзелиус.
Награды:
- 1967 — золотая медаль Копенгагенского университета за диссертацию о применении экстремальной точки;
- 1997 — премия Henriksens Fund, за выдающиеся исследования;
- 1993—1996 — самый цитируемый европейский экономист по версии Айхенбергера и Фрая (2000);
- 1990—2000 — самый цитируемый исследователь в мире в экономических журналах по версии Купа (2003, JEEA);
- 2003 — вошёл в листинг Who’s Who in Economics;
- 2017 — почётный доктор (honoris causa) Орхусского университета;
- 2019 — Clarivate Citation Laureates.